# Fledborough
Fledborough – wieś i civil parish w Anglii, w Nottinghamshire, w dystrykcie Bassetlaw. W 2001 civil parish liczyła 50 mieszkańców. Fledborough jest wspomniana w Domesday Book (1086) jako Fladeburg.